# Sandro Skansi
Sandro Skansi (Zagreb, Hrvatska, 28. lipnja 1985.) hrvatski je logičar i kibernetičar. U sklopu svojih javnih nastupa u više je navrata istaknuo da je politički gledano libertarijanac, a ne klasični liberal.

## Životopis
Obrazovanje
Doktorat iz područja humanističkih znanosti, polja filozofije, grane logike (2013.) na Filozofskom fakultetu u Zagrebu: Eliminacija reza i strukturna teorija dokaza logike drugog reda.
Radno iskustvo
Radio u IN2 grupi kao programer i podatkovni znanstvenik, i u Vipnetu kao voditelj analitike. 2017. prelazi na Hrvatske studije Sveučilišta u Zagrebu kao docent iz logike.

## Stručni rad
- Predaje predmete vezane uz logiku i umjetnu inteligenciju.[3]
- Voditelj Sekcije za filozofiju uma i kognitivnu znanost Hrvatskog filozofskog društva.[4]
- Doživotni član American Association for Artificial Intelligence[2]

## Objavljene knjige
- Introduction to Deep Learning: from Logical Calculus to Artificial Intelligence, Springer, London, 2018. ISBN 978-3-319-73003-5.[5]
- Logika i dokazi, Element d.o.o., Zagreb, 2016. ISBN 978-953-197-609-1.[6]

## Znanstveni i stručni tekstovi
- Dropuljić, B., Mršić, L., Kopal, R., Skansi, S. and Brkić, A. 2017. Evaluation of Speech Perturbation Features for Measuring Authenticity in Stress Expressions. In Intelligent Information and Database Systems 1 (Springer Lecture Notes in Artificial Intelligence), (ed.) Nguyen, N. T., Tojo, S., Nguyen, L. M., Trawinski, B., str. 685-694. New York: Springer. [ISBN 978-3-319-54471-7 (print), ISBN 978-3-319-54472-4 (Online)]
- Dropuljić, B., Skansi, S. and Kopal, R. 2016. Croatian Emotional Speech Analyses on a Basis of Acoustic and Linguistic Features. International Journal of Digital Technology and Economy, no. 2, vol. 1, pp. 85–96. [ISSN: 2459-5934]
- Skansi, S. 2016. Neizrazito usvajanje jezika. Metodički ogledi, vol. 23, no. 1, pp. 27–36. [ISSN 0353-765X (Print), ISSN 1848-2325 (Online)]
- Dropuljić, B., Skansi, S. and Kopal, R. 2016. Analyzing Affective Elements using Acoustic and Linguistic Features. Proceedings of the Central European Conference on Information and Intelligent Systems (CECIIS) 2016, pp. 201–206. [ISSN 1847-2001 (Print), ISSN 1848-2295 (Online)]
- Skansi, S. and Dropuljić, B. 2016. Identifying Reciprocal Payers in Banking Logs using SAT Solvers. IEEE Conference Publications: 39th International Convention on Information and Communication Technology, Electronics and Microelectronics (MIPRO), pp. 1500–1503. [ISBN 978-953-233-088-5]
- Dropuljić, Skansi, S. and Mršić, L. 2016. Metodologija estimacije emocionalnih stanja na temelju akustičkih značajki govora. International Journal of Digital Technology and Economy, no. 1, vol. 1, pp. 59–77. [ISSN: 2459-5934]
- Dropuljić, B., Kopal, R. and Skansi, S. 2016. An Application of Fuzzy Inductive Logic Programming for Textual Entailment and Value Mining. International Journal of Digital Technology and Economy, no. 1, vol. 1, pp. 49–57. [ISSN: 2459-5934]
- Grgić-Hlača, N., Lauc, D. and Skansi, S. 2016. Automatic Generator for Elementary Logic Quizzes via Markov Logic Networks. In User-Centered Design Strategies for Massive Open Online Courses (MOOCs), ed. R. Gonzalez-Mendoza. Hershey: IGI Global, pp. 177–186. [ISBN 978-146-669-743-0]
- Skansi, S. 2015. Umjetna inteligencija i kompatibilizam: mogućnost nastanka slobodnog uma u determiniranom tijelu. Filozofska istraživanja, no. 139, vol. 35., pp. 407–414. [ISSN 0351-4706 (Print), ISSN 1848-2309 (Online)]
- Skansi, S. 2013. Formalna nekonzistetnost i kvazimatrice. Prolegomena no. 1, vol. 12., pp. 103–119. [ISSN 1333-4395 (Print), ISSN 1846-0593 (Online)]
- Agbaba, K. and Skansi, S. 2009. Formalne metode u filozofiji. In Uvod u filozofiju, ed. K. Krkač, pp. 244–265. Zagreb: {Z}\v{S}{E}{M}. [ISBN 978-953-246-085-8]
- Skansi, S. 2009. On the MP Axiom of Intensionality: Connecting Types and Sets. Bulletin of Symbolic Logic, p. 244, no. 2, vol. 15. [ISSN: 1079-8986 (Print), 1943-5894 (Online)]
- Skansi, S. 2008. On Russell's Mathematical Philosophy: is also Set Theory a Part of Philosophy? Bulletin of Symbolic Logic, p. 409, no. 3, vol. 14. [ISSN: 1079-8986 (Print), 1943-5894 (Online)]
- Skansi, S. 2006. Pitanje realnosti apstraktnih entiteta: C. S. Peirce and R.  Carnap. Scopus no. 22, vol. 10. [ISSN 1330-9986]

## Privatni život
Unuk je hrvatskog kemičara Darka Skansija.

## Vanjske poveznice
- Osobna stranica Sandra Skansija  Arhivirana inačica izvorne stranice od 29. kolovoza 2018. (Wayback Machine)
- Hrvatska znanstvena bibliografija: Sandro Skansi
- Hrvatski studiji: Sandro Skansi
- GitHub stranica Sandra Skansija